# Zane Grey
Zane Grey (Zanesville, Ohio, 31 de gener de 1873 - Altadena, Califòrnia, 23 d'octubre de 1939) fou un escriptor estatunidenc.
Grey és el poeta per excel·lència del desert, la vida del qual, bellament forta i dura, coneixia i sentia com cap altre autor. A més, fou un dels costumistes americans més destacats. Va estudiar en la Universitat de Filadèlfia i de 1898 a 1904 exercí a Nova York la carrera d'odontologia, però a partir d'aquesta última data es dedicà per complet a la literatura.
La majoria de les seves novel·les es desenvolupen sota el cel de l'oest, i són vaquers, aventurers, colonitzadors de tota l'espècie humana. Arribà tant lluny el domini de la matèria d'aquest autor, que la col·lecció de les seves obres constitueixen un excel·lent document; són pàgines interessants de la història de Califòrnia, d'Arizona i dels altres estats del Far West.
Tota la gran vàlua de la literatura de Grey rau en els seus paisatges, en les escenes de les tavernes rurals i dels antres d'Arizona, etc.

## Obres
- Betty Zane (1904).[2]
- The Spirit of the Border (1905)
- The Last Trail (1907)
- The Laist of the Plainsmen (1908)
- The Short-Stop (1909)
- The Heritage of the Desert (1910)
- The Young Forester (1910)
- The Young Pitcher (1911)
- The Toung Lion Hunter (1911)
- Riders of the Purple Sage (1912)
- Ken Ward in the Jungle (1912)
- Desert Gold (1913)
- The Light of Western Stars (1914)
- The Border Legion (1916)
- Wildfire (1917)
- U. P. Trail (1918)
- Desert of Wheat (1919)
- Tales of Fishes (1919)
- Man of the Forets (1920)
- The Red-Headed Outfield (1920)
- The Mysterious Rider (1921)
- To the Last Man (1922)
- The Day of the Beast (1922)
- Tales of Lonely Trails (1922)
- The Wanderer of the Wasteland (1923)
- Tappan's Burro (1923)
- The Call of the Canyon (1924)
- Roping Lions in the Gran Canyon (1924)
- Tales of Southern River’s (1924)
- The Thundering Herd (1925)
- Tales of Fishng Virgin Seas (1925)
- The Vanishing American (1925)
- Tales of the Angler’s Eldorado (1926)
- Under the Tonto Rim (1926)
- Tales of Swordfish and Tuna (1926)
- Forlorn River (1927)
- Nevada (1928)
- Tales of Fresh Water Fishing (1928)
- Wild Horse Mesa (1928)
- Fighting Caravans (1929)
- The shepherd of Guadaloupe (1930)

## Pescador
Zane Grey fou un gran pescador, a mar i amb canya, i va aconseguir alguns rècords mundials de captura.